# Leslie Voltaire

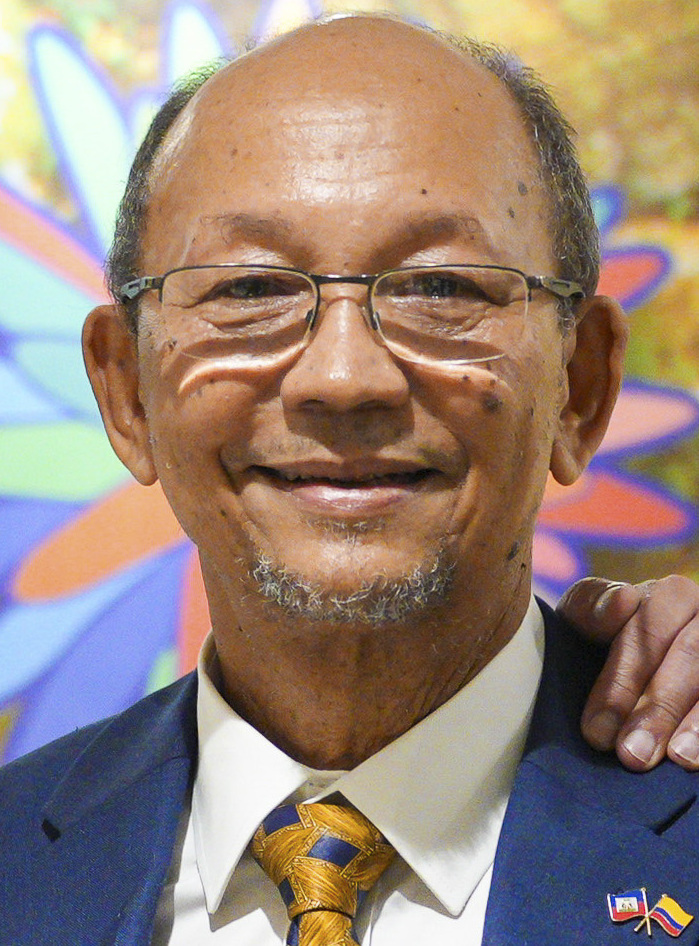
Leslie Voltaire (2024)

Leslie Voltaire (* 11. Juli 1949 in Port-au-Prince) ist ein haitianischer Politiker. Er gehört der linksgerichteten Partei Fanmi Lavalas an und wurde von dieser im Jahr 2024 in den Übergangsrat entsandt, der die Funktionen des Präsidenten der Republik zeitweise ausübt. Am 7. Oktober 2024 übernahm er turnusgemäß bis zum 7. März 2025 den Vorsitz des Gremiums.

## Leben und Wirken
Leslie Voltaire wurde am 11. Juli 1949 in der Hauptstadt Port-au-Prince geboren. Er besuchte die Oberschule St Martial, studierte zunächst an der Nationalen Autonomen Universität von Mexiko (Bachelor) und erreichte den Masterabschluss in Stadt- und Regionalplanung an der Cornell-Universität in New York, Vereinigte Staaten.
Während der Amtszeit von Jean-Bertrand Aristide und René Préval (erste Amtszeit) war er zunächst Bildungsminister, dann Minister für die im Ausland lebenden Haitianer. Als solcher brachte er das Gesetz ein, das die wirtschaftlichen Rechte der Angehörigen der Diaspora wiederherstellte. Anschließend war er Sondergesandter Haitis bei den Vereinten Nationen und für die Kontakte zu dem amerikanischen Präsidenten Bill Clinton zuständig.
Neben seinen politischen Ämtern war er 15 Jahre Professor für Architektur an der Université d’État d’Haïti (UEH) in Port-au-Prince.
Bei den Präsidentschaftswahlen 2010 kandidierte Voltaire für die Plattform Ansanm Nou Fò („Gemeinsam sind wir stark“), da Präsident Préval (zweite Amtszeit) die Teilnahme der Fanmi Lavals an der Wahl untersagt hatte. Er erhielt 18.199 Stimmen, was 1,5 Prozent aller abgegebenen gültigen Stimmen entsprach.
Voltaire blieb Berater der Lavalas und ist Mitglied des Exekutivrats des Accord de Montana. Für den siebenköpfigen Übergangsrat Haitis nominiert, übernahm er, dem Rotationssystem folgend, am 7. Oktober 2024 dessen Vorsitz und fungierte damit faktisch als kommissarisches Staatsoberhaupt Haitis. Am 7. März 2025 gab er das Amt an Fritz Alphonse Jean ab.